# Napfarkú cerkóf
A napfarkú cerkóf (Allochrocebus solatus  vagy Cercopithecus solatus) a cerkóffélék családjába tartozó, Gabonban honos majomfaj.

## Megjelenése
A napfarkú cerkóf testhossza a hímek esetében 60–70 cm, míg a nőstények 50–55 cm-esek. Ehhez 65–76 cm-es (hímek) vagy 60–67 cm-es (nőstények) farok járul. A hímek súlya 6–9 kg, a nőstényeké 4–6 kg között mozog. Alapszíne sötétszürke vagy fekete, a hátán vörösbarnával vagy narancsszínnel árnyalt. Hosszú farka alul fehér, felül szürke, a vége pedig sárgás-narancsszínű. A hímek heréi élénkkékek. A kölykök feketével kevert narancsszín szőrzettel születnek, a bőrük alig pigmentált. Héthetes korukban kezdenek feketedni, tizenegy hetes korukban már a felnőtt állatok színezetét viselik. Fogképletük mindkét állkapocsban 2:1:2:3. 

## Elterjedése
A faj csak a közép-afrikai Gabonban él egy kb. 12 ezer km2-es területen. Többségük a védettség alá nem eső Foret des Abeilles-ben található, de előfordul a Lopé Nemzeti Park déli részén is.
A sűrű aljnövényzetű, nedves erdők lakója, kedveli a dombvidékek völgyeit. Jól érzi magát az erdőirtások után felnövő sűrű,  másodlagos erdőben is.  

## Életmódja
Nappal aktív. Élete jelentős részét a fákon tölti, a lombkorona minden szintjében keresgéli táplálékát és általában 4 m fölötti ágakon pihen. A csapatok jellemzően 10-15 méter magasan töltik az éjszakát. Gyakran leereszkedik a talajra is, például vándorlás vagy játék közben. Többnyire négy lábon közlekedik. Magas fűben megfigyelhető, amint két lábon jár, feltehetően ezért, hogy lássa a potenciális veszélyforrásokat. Amikor fáról-fára ugrik, testét függőleges pozícióban tartja.
Gyümölcsökkel, magvakkal, lágyszárú növényekkel, rovarokkal táplálkoznak, de alkalmanként megfognak egy-egy gyíkot vagy kisemlőst is.
Közepesen nagy, átlagosan 17 főből álló csoportokban él. A domináns hímek több nőstényből álló háremet tartanak, amelyet megvédenek a bepróbálkozó többi hím ellenében. Az ivaréretté váló fiatal hímeket az idősebbek elüldözik a csapattól. A nőstények között is megfigyelhető hierarchia; a fiatal nőstények anyjuk pozícióját öröklik. Más fajhoz tartozó majmokat nem engednek a csapatba.

### Szaporodása
A nőstények négyéves korukban kezdenek szaporodni. A párzást ők kezdeményezik a hímtől. Egyszerre egy kölyköt hoznak világra. Két vemhesség között kb. másfél év telik el. Megfigyelték, hogy fogságban több hím születik, mint nőstény.

## Környezetvédelmi helyzete
A napfarkú cerkóf a Természetvédelmi Világszövetség Vörös listáján sebezhető státusszal szerepel. A helyi lakosság puskával és csapdával vadászik rá és élőhelyét az erdőirtások veszélyeztetik. Óvatos, visszahúzódó faj, ezért létszáma nehezen becsülhető. Gabonban védett és szerepel a washingtoni egyezmény II. függelékében, vagyis kereskedelme korlátozott.  